# ロサリオ・カステリャノス
ロサリオ・カステリャノス（スペイン語: Rosario Castellanos Figueroa, 1925年5月25日 - 1974年8月7日）は、メキシコの詩人・女優である。メキシコ文学の扉を女性に開放した人物である。
セサル・バジェホらに影響を受けた第二次世界大戦以後の詩人たちである他の多くの「1950年世代」のメンバーとともに、20世紀のメキシコで最も重要な文学者の一人である。生涯、文化的な問題および性に関する問題について執筆を行い、その仕事は、フェミニスト理論とカルチュラル・スタディーズに影響した。